# Kinderhook (New York)
Kinderhook è una town degli Stati Uniti d'America, situata nella contea di Columbia dello stato di New York.
La città comprende anche l'omonimo villaggio, il CDP di Niverville e il villaggio di Valatie.